# 仙台厚生病院
仙台厚生病院（せんだいこうせいびょういん）は、宮城県仙台市青葉区堤通雨宮町に所在し、一般財団法人厚生会が運営する病院である。
専門は循環器、呼吸器、消化器の3領域であり、狭心症や心筋梗塞の手術件数では東北地方の病院として最多となっている。

## 概要と沿革
仙台厚生病院は第二次世界大戦中の1943年（昭和18年）、結核の治療を目的に社団法人生命保険厚生会が全国に展開した病院の一つとして開設された。それが終戦直後の1945年（昭和20年）10月、病院事業は継続のまま、東北大学抗酸菌病研究所の研究援助を目的とする財団法人厚生会に改組されたのが現在の病院の始まりとされる。
仙台厚生病院は結核病院として設置された歴史的経緯から慢性疾患中心の病院としての暗いイメージが固定、長い停滞期を経て破産の危機に瀕したこともあったが、その後は循環器、呼吸器、消化器の診療を専門とする紹介型、急性型病院に転換することによって経営の改善に成功した。

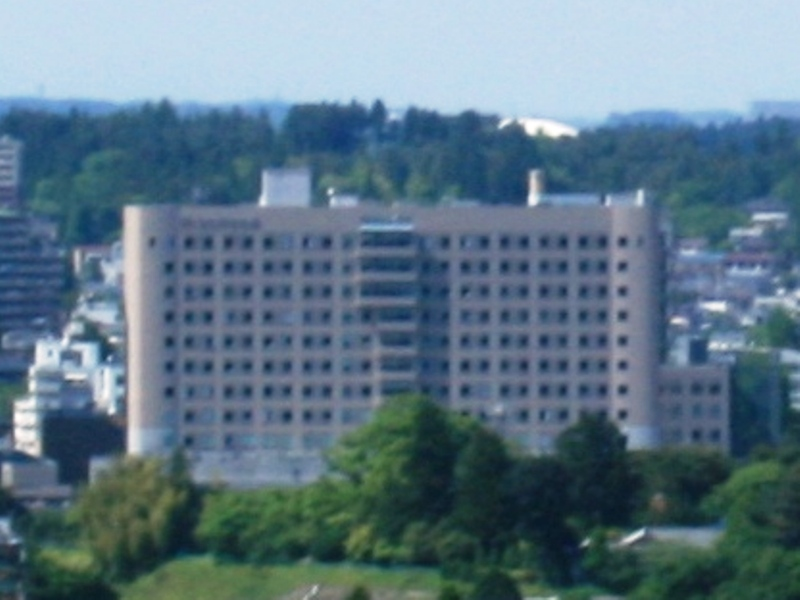
1996年から2024年まで使用した広瀬町の旧病院（2010年撮影）

1996年（平成8年）1月には、広瀬町の新病院が竣工、同時に「心臓血管センター」が新設されている。病院の立地は東北大学病院の筋向いであり、河岸段丘上に位置することから広瀬川や仙台市街の風景などが眺望できる。

### 新築移転へ
2024年（令和6年）度に東北大学雨宮キャンパス跡地（青葉区堤通雨宮町）への新築移転を予定している。新病院は409病床を設け、完全個室化する方針。このほか雨宮キャンパス跡地には、南東側にイオンモールが商業施設、北東側に野村不動産と住友不動産が大規模マンションを建設することがそれぞれ決まっている。この新病院は同年5月3日より使用開始、5月7日より外来診療を開始した。

## 診療科
（この節の出典）
- 呼吸器科
- 消化器科
- 形成外科
- 呼吸器外科
- 心臓血管外科
- 放射線科
- 循環器内科
- 肝臓内科
- 消化器外科

## 医療機関の指定・認定
（下表の出典）
| 保険医療機関                                   | 地域医療支援病院                             |
| 労災保険指定医療機関                           | 臨床研修病院                                 |
| 指定自立支援医療機関（更生医療）               | 単独型臨床研修施設若しくは管理型臨床研修施設 |
| 指定自立支援医療機関（育成医療）               | 肝疾患診療連携拠点病院                       |
| 身体障害者福祉法指定医の配置されている医療機関 | 特定疾患治療研究事業委託医療機関             |
| 生活保護法指定医療機関                         | DPC対象病院                                  |
| 戦傷病者特別援護法指定医療機関                 | 無料低額診療事業実施医療機関                 |

- 救急告示病院（二次救急）[9]
- このほか、各種法令による指定・認定病院であるとともに、各学会の認定施設でもある。

## 認定専門医人数
（下表の出典）
| 専門医名                                            | 人数   | 専門医名                                                      | 人数  |
| --------------------------------------------------- | ------ | ------------------------------------------------------------- | ----- |
| 麻酔科専門医 （公益社団法人日本麻酔科学会）         | 5名    | 超音波専門医(公益社団法人日本超音波医学会)                    | 1名   |
| 放射線科専門医 （公益社団法人日本医学放射線学会）   | 3.4名  | 細胞診専門医 （公益社団法人日本臨床細胞学会）                 | 2.0名 |
| 病理専門医 （一般社団法人日本病理学会）             | 2.0名  | 心臓血管外科専門医 （特定非営利活動法人日本胸部外科学会）     | 3.0名 |
| 総合内科専門医 （一般社団法人日本内科学会）         | 8.0名  | 心臓血管外科専門医 （特定非営利活動法人日本血管外科学会）     | 3.0名 |
| 外科専門医 （一般社団法人日本外科学会）             | 14.0名 | 心臓血管外科専門医 （特定非営利活動法人日本心臓血管外科学会） | 3.0名 |
| 糖尿病専門医 （一般社団法人日本糖尿病学会）         | 1.0名  | 呼吸器外科専門医 （特定非営利活動法人日本胸部外科学会）       | 2.0名 |
| 肝臓専門医 （一般社団法人日本肝臓学会）             | 2.0名  | 呼吸器外科専門医 （特定非営利活動法人日本呼吸器外科学会）     | 2.0名 |
| 感染症専門医 （一般社団法人日本感染症学会）         | 1.0名  | 消化器内視鏡専門医 （一般社団法人日本消化器内視鏡学会）       | 8.0名 |
| 循環器専門医 （一般社団法人日本循環器学会）         | 12.2名 | 気管支鏡専門医 （特定非営利活動法人日本呼吸器内視鏡学会）     | 5.0名 |
| 呼吸器専門医 （一般社団法人日本呼吸器学会）         | 6.0名  | アレルギー専門医 （一般社団法人日本アレルギー学会）           | 1.0名 |
| 消化器病専門医 （一般財団法人日本消化器病学会）     | 10.2名 | 核医学専門医 （一般社団法人日本核医学会）                     | 2.0名 |
| 消化器外科専門医 （一般社団法人日本消化器外科学会） | 3名    | がん薬物療法専門医（公益社団法人日本臨床腫瘍学会）            | 0名   |

## 医学部設置の意向
2011年（平成23年）1月、仙台厚生病院（当時、財団法人厚生会が運営）は東北福祉大学（仙台市青葉区）との連携によって医学部を設置したい意向を明らかにした。計画された医学部は仙台厚生病院のほか、東北福祉大学せんだんホスピタルなどを大学病院とし、座学講座は同大学の既存施設を利用した上、既存学部とも連携することが想定されている。
同年6月には検討委員会が設置され、仙台厚生病院（当時・財団法人厚生会）は東北福祉大学とともに事業主体となり、自己資金110億円を準備のうえ学年定員100名の医学部を新設する計画が発表された。
2013年12月には、学校法人東北学院との連携による東北学院大学医学部構想も報じられ、三者間等で協議を重ねた結果、連携先として東北福祉大を選択。栗原市に校舎と大学付属病院を設置をする方針を明らかにした。また、2015年4月を目指していた開学は、大学関係の準備が間に合わない為、2016年4月の開設を軸に検討が進められていると報じられている。

### 福祉大との連携解消
しかし、文部科学省に対する応募期限である5月30日が迫る中、過疎地で病院を抱えて医学部を経営することに福祉大が疑念を持ったことや、逆に、医療過疎地への進出に勝算を見いだす厚生病院との間で齟齬が生じた上、医学部病院の病床数や財政負担の見通しなどで足並みが揃わず連携解消に至った。
解消を受け、厚生病院と栗原市から協力要請をされた宮城県が検討を重ねた結果、県立で医学部を設置する計画を文部科学省に申請することとなった。最大の懸念となっていた費用面については、栗原中央病院など既存施設を活用していくほか、厚生病院から200億円、同市からも30億円の資金提供を受け、また、国にも財政支援を求めるとしている。なお、設置に対し一部で懐疑的な報道もされているほか、東北薬科大学は独自に医学部設置の準備を進めている上、郡山市の総合南東北病院などを運営する一般財団法人脳神経疾患研究所も既存の大学とは連携せず大学を新設する構想を明らかにしていた。
この医学部設置構想に併せ、臨床研究センターの立ち上げを目指し、研究顧問として分子生物学者の加藤茂明（前東京大学分子細胞生物学研究所エピゲノム疾患研究センター長）を招聘した。

### 選定されず
2014年8月28日、東北地方に医学部を新設する構想で、文部科学省の構想審査会は、宮城県の構想について「準備不足」と指摘。東北薬科大が改称して設立する「東北医科薬科大学」を選定したと発表した。

## 小児病院の運営
仙台厚生病院は1999年（平成11年）12月、宮城県が管理委託方式によって仙台市青葉区に開院することを決定していた小児専門病院、宮城県立子供病院の運営主体に選定され、院内には「開院準備室」が設置された。
この選定は第三者機関として設置された「宮城県子供病院運営主体選定・評価委員会」が公募に応じた3団体を審査し決定された。

## 不祥事・医療ミス・医療事故
- 2019年6月3日（発表日） - 6月3日、病院は5月27日に交通事故後に死亡した男性（80代）との男性の遺体と取り違えて病理解剖するミスがあったと発表。本人確認が不十分だったのが原因であった[26]。